# Kylänjärvi (sjö i Finland, Egentliga Finland)
Kylänjärvi är en sjö i Finland. Den ligger i Gustavs kommun i landskapet Egentliga Finland, i den sydvästra delen av landet, 200 km väster om huvudstaden Helsingfors. Kylänjärvi ligger 12 meter över havet. Arean är 12,9 hektar och strandlinjen är 1,75 kilometer lång. Sjön  ingår i Norra Skärgårdshavets avrinningsområde.   Den ligger på ön Vartsala. I omgivningarna runt Kylänjärvi växer i huvudsak barrskog.